# Steel (mycologie)

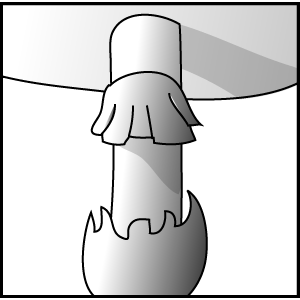
Diagram van een steel van een basidiomycota met een annulus en volva

Een steel is in de mycologie de stam of stengelachtige vorm onder de hoed van een paddenstoel. Zoals bijna alle weefsels van de paddenstoel, (de uitzondering is het hymenium), bestaat de steel uit steriele schimmeldraad (hyfe). In vele soorten hangt het vruchtbare hymenium een stukje neerwaarts over de steel.
Het evolutionaire voordeel van een steel wordt in het algemeen gezien als een onderdeel van de sporenverspreiding. Voor een verhoogde paddenstoel is het eenvoudiger om de sporen in windstromen los te laten of te deponeren op passerende dieren en zo de verspreiding te bevorderen.

## Kenmerken van de steel
De kenmerken van de steel worden gebruikt voor de determinatie in de taxonomie. Enkele onderscheidende kenmerken zijn:
- fijnschubbig
- paardehaarachtig
- elastisch
- buigzaam
- vezelig
- bros
- krijtachtig
- leerachtig
- vast
- hol
- De maat
- De vorm

- Zijn er delen op de steel aanwezig van het velum partiale (zoals de annulus of cortina) of het velum universale (volva)?
- Komen de stelen van meerdere paddenstoelen samen bij de voet?

- Loopt de steel ondergronds door in een wortelachtige structuur (rizomorf)?

Wanneer paddenstoelen verzameld worden voor identificatie is het belangrijk om al deze kenmerken intact te houden door de gehele paddenstoel uit de grond te halen in plaats van alleen het bovengrondse gedeelte.

## Vormen
Buikig, cilindrisch, versmald naar de top, geleidelijk, basis, knol aan basis afwezig, abrupt, gerand.
| boog    | spoelvormig          | radicante         | cilindrisch         | verminderd aan de basis | verminderd naar boven |
| clavato | bulboso subsphaerico | bulboso napiforme | bulboso immarginato | bulboso marginato       | bulboso turbinato     |